# Mihaela Oprea
{notabilitet}
Mihaela Oprea (f. 1974 i Brasov, Rumænien) er violinist, solist og koncertmester i 2. violingruppen i Sønderjyllands Symfoniorkester.
Hun begyndte at spille violin som seks-årig og vandt som ung en lang række priser i Rumænien. Som 11-årig fik hun sin solistdebut med Brasov Filharmoniske Orkester.
Som ung begyndte Mihaela Oprea et musikstudium ved Cluj Musikgymnasium og senere på Bukarest Musikkonservatorium. Som 13-årig var hun solist i en violinkoncert af Henryk Wieniawski.
Hun har flere gange optrådt som solist med Sønderjyllands Symfoniorkester og er aktiv musiker i kammerkoncerterne ProMusica i Alsion i Sønderborg. Mellem 2006 og 2009 studerede hun ved Kim Sjøgren og fik solistdiplomeksamen fra Det Jyske Musikkonservatoriums solistklasse.
I november 2018 udsendte Mihaela Oprea sit første soloalbum, Tango Jalousie - Hora staccato & other Danish and Romanian Pieces (Danacord), i samarbejde med den danske pianist Jakob Alsgaard Bahr.
Mihaela Oprea har opnået dansk statsborgerskab

## Diskografi
- Tango Jalousie - Hora staccato & other Danish and Romanian Pieces, 2018 (Danacord).